# Triaenodes niwai
Triaenodes niwai är en nattsländeart som beskrevs av Iwata 1927. Triaenodes niwai ingår i släktet Triaenodes och familjen långhornssländor. Inga underarter finns listade i Catalogue of Life.